# Gymnura poecilura
La raya mariposa de cola larga (Gymnura poecilura) es una especie de raya mariposa de la familia Gymnuridae, nativa del Indo-Pacífico, desde el Mar Rojo hasta el sur de Japón y el oeste de Indonesia. Con un tamaño de hasta 92 cm (36 pulgadas) de ancho, esta raya tiene un disco en forma de rombo en la aleta pectoral, aproximadamente el doble de ancho que de largo, de color marrón a gris por encima con muchas manchas pequeñas y claras. Los espiráculos detrás de los ojos tienen bordes lisos. Esta especie puede identificarse por su cola, que es casi tan larga como la distancia entre el hocico y la aleta, carece de aletas y lleva de nueve a doce bandas alternas blancas y negras.
Habitante del fondo, gymnura poecilura frecuenta hábitats arenosos o fangosos en aguas costeras a menos de 30 m (98 pies). Se alimenta de peces óseos, moluscos y crustáceos. Esta especie da a luz a crías vivas; los embriones en desarrollo se nutren primero de vitelo y después de histótrofos («leche uterina») suministrados por su madre. No hay una época de cría definida, y las hembras paren camadas de hasta siete crías. Utilizada por su carne, la raya gymnura poecilura suele capturarse en pesquerías artesanales y comerciales.

## Taxonomía y filogenia
Gymura poecilura fue descrita originalmente como Raya poecilura por el zoólogo inglés George Shaw, en su obra de 1804  Zoología General o Historia Natural Sistemática (General Zoology or Systematic Natural History). No designó un espécimen tipo, ya que su descripción se basaba en una ilustración del naturalista escocés Patrick Russell, publicada un año antes en Descripciones y Figuras de Doscientos Peces Recolectados en Vizagapatam en la Costa de Coromandel (Descriptions and Figures of Two Hundred Fishes Collected at Vizagapatam on the Coast of Coromandel). El epíteto específico poecilura deriva del griego poikilos («de muchos colores») y oura («cola»). Autores posteriores trasladaron esta especie al género Gymnura.
Se necesitan más investigaciones para determinar si las rayas mariposa de cola larga aisladas en la Polinesia Francesa son en realidad la misma especie que las del resto de su área de distribución. Los estudios filogenéticos basados en la morfología y el ADN mitocondrial indican que la raya mariposa de cola larga está estrechamente emparentada con la raya mariposa de cola zonal (Gymnura zonura), que comparte gran parte de su área de distribución en el Indopacífico. Otro nombre para la raya mariposa de cola larga es raya mariposa abigarrada.

## Descripción
El disco de la aleta pectoral de Gymura poecilura tiene la forma de rombo característica de su familia y mide aproximadamente el doble de ancho que de largo. El margen anterior del disco es suavemente sinuoso, el margen posterior es convexo y los ángulos exteriores son ligeramente angulosos. El hocico es corto y ancho, con una pequeña punta saliente. Los ojos, de tamaño medio, tienen detrás espiráculos más grandes y de borde liso. Los orificios nasales están situados cerca de la boca; entre ellos hay una cortina de piel corta y ancha con un margen liso. La gran boca forma una curva transversal y contiene más de 50 filas de dientes en cada mandíbula, que aumentan en número con la edad; los dientes son pequeños, estrechos y puntiagudos. Hay cinco pares de cortas hendiduras branquiales en la parte inferior del disco. Las aletas pélvicas son pequeñas y redondeadas.
La cola en forma de hilo carece de aletas dorsales o caudales, aunque presenta crestas bajas a lo largo de su longitud por encima y por debajo. Su longitud es aproximadamente igual a la distancia entre la punta del hocico y el respiradero, lo que distingue a esta especie de otras rayas mariposa que tienen colas más cortas. A veces hay una pequeña espina urticante (muy raramente dos) en la superficie superior de la cola, cerca de la base. La piel carece de dentículos dérmicos. Esta especie es de color pardo a pardo verdoso o gris por encima, con muchas pequeñas manchas pálidas y a veces también una mancha de puntos oscuros. La cola tiene de nueve a doce bandas negras alternadas con bandas blancas, que a menudo tienen una pequeña mancha oscura en posición dorsal. La parte inferior es blanca, oscureciéndose en los bordes de las aletas. Gymura poecilura alcanza una anchura máxima de 92 cm.

## Distribución y hábitat
Gymnura poecilura, el miembro más extendido de su familia en el Indopacífico, se encuentra desde el Mar Rojo y Somalia, hacia el oeste a través de la India y Sri Lanka, hasta China y el sur de Japón, Filipinas y las islas occidentales de Indonesia (incluyendo Borneo, Sumatra y Java). También se ha registrado su presencia en la Polinesia Francesa (véase la nota taxonómica anterior). Es bastante común en algunas zonas. Esta especie, que vive en el fondo, habita en aguas costeras a profundidades de 10-30 m y prefiere los fondos arenosos o fangosos. No parece migrar estacionalmente.

## Biología y ecología

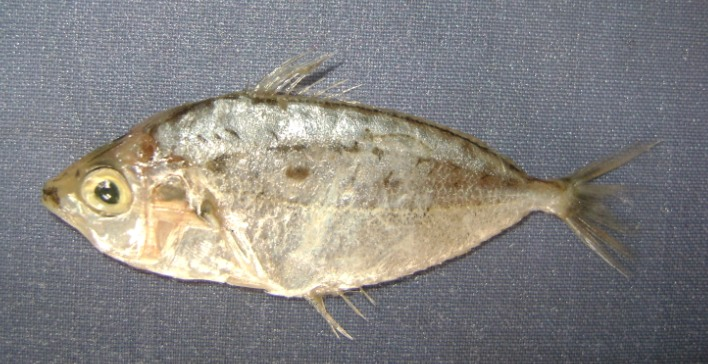
Los peces pony (en la foto: Leiognathus lineolatus) son presa de la raya mariposa de cola larga.

Gymura poecilura se alimenta de peces óseos, en particular de peces pony del género Leiognathus, así como de moluscos y crustáceos. No se sabe que forme cardúmenes en grandes cantidades. Entre los parásitos conocidos de esta raya se encuentran el nematodo Hysterothylacium poecilurai y la tenia Acanthobothrium micracantha. Al igual que otras rayas mariposa, esta especie es vivípara y las crías se alimentan inicialmente de vitelo y posteriormente de histótrofos («leche uterina») producidos por la madre. Las hembras adultas tienen dos ovarios y dos úteros funcionales. La actividad reproductora se desarrolla a lo largo de todo el año, con un pico entre abril y octubre. Se desconoce el periodo de gestación, aunque es posible que las hembras tengan más de una camada al año. El tamaño de la camada es de al menos siete crías y no está correlacionado con el tamaño de la hembra[. Los recién nacidos miden 20-26 cm (7.9-10.2 in) de diámetro y parecen miniaturas sin aguijón del adulto; los hermanos pueden diferir entre sí en el color. Los machos y las hembras maduran sexualmente a unos 45 y 41 cm (18 y 16 pulgadas) de diámetro respectivamente.

## Interacciones con los humanos
Gymura poecilura se captura ampliamente para carne y como captura accesoria en pesquerías artesanales y comerciales, incluidas las de India, Tailandia e Indonesia. Se captura con redes de arrastre de fondo, redes de enmalle de fondo y, en menor medida, trasmallos y otras artes de pesca. Aunque se carece de datos específicos sobre la población y las capturas, se cree que la raya Gymnura poecilura es susceptible a la sobrepesca debido a su baja tasa de reproducción y al hecho de que las hembras preñadas a menudo abortan a sus crías cuando son capturadas. Dada la elevada intensidad de la presión pesquera en la mayor parte de su área de distribución, la Unión Internacional para la Conservación de la Naturaleza (UICN) ha clasificado a esta especie como Vulnerable.